# Патріотизм (оповідання)

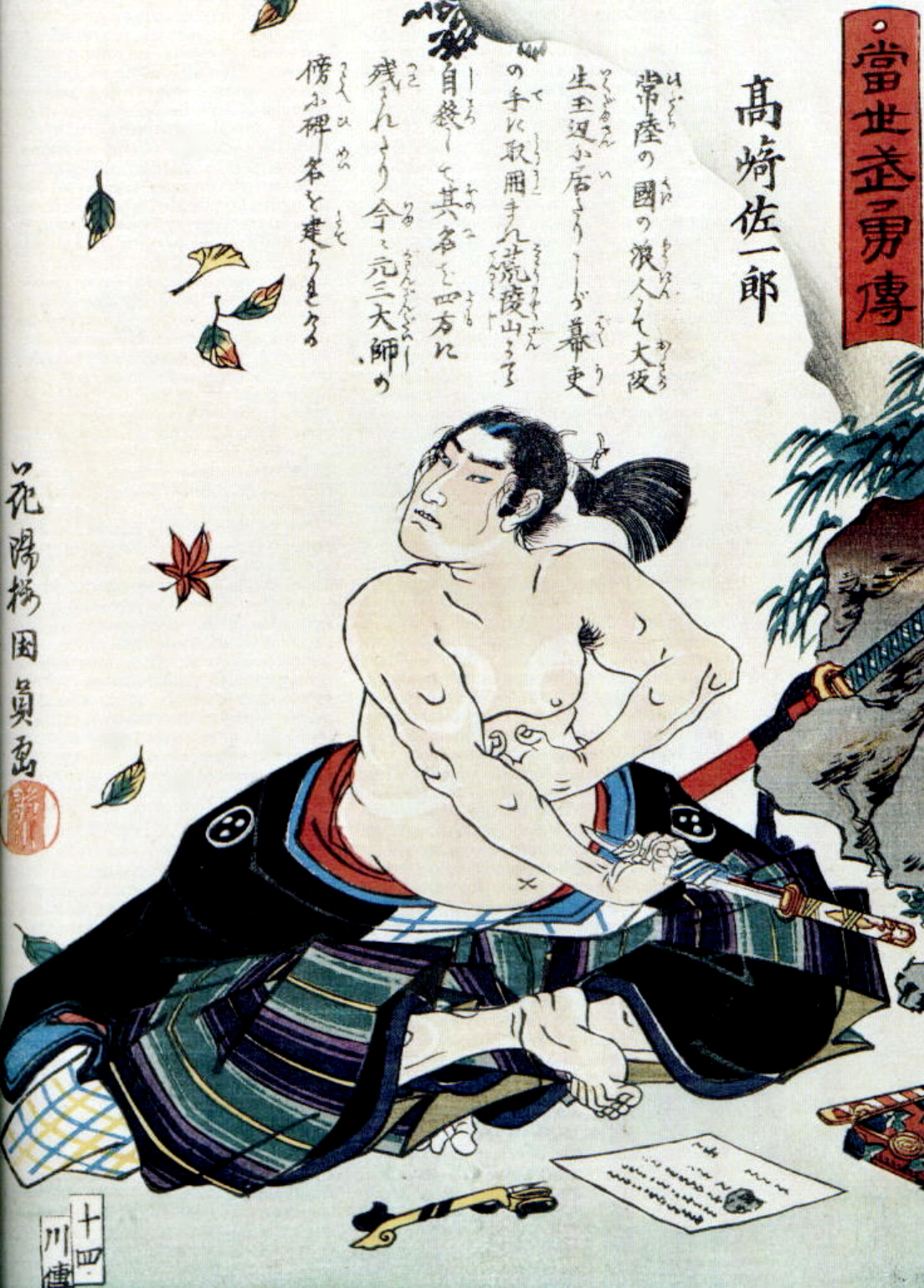
Самурай виконує сепуку

Патріотизм (яп. 憂国, Yūkoku)— оповідання японського письменника Юкіо Мішіми, яке було опубліковано 15 грудня 1960 року. Воно вийшло вперше у зимовому виданні журналу Shōsetsu Chūōkōron видавництва Chūōkōron Shinsha,30 січня 1961 року було включено до зібрання оповідань разом з творами «Зірка» та «Смерть влітку».
На написання цієї історії Мішіму надихнули масштабні демонстрації проти суперечливого договору про взаємне співробітництво та гарантії безпеки між США та Японією, який, на його думку, підірвали радикальні ліві угруповання, такі як Ценґакурен. Це історія про Шінджі Такеяму, молодого лейтенанта Імператорської армії Японії, який після спроби державного перевороту в Японії 26 лютого 1936 року відчуває себе змушеним вчинити ритуальне самогубство разом зі своєю новою дружиною Рейко. Його самогубство демонструє його жертовність заради своєї країни та його принципів— його патріотизм.
Суїцидальні дії та біль смерті, який вони відчувають, описані в найдрібніших деталях на кількох сторінках. Водночас Мішіма постійно звертає увагу читача на красу моменту і описує жорстокі дії поетичною, красивою прозою.
Мішіма назвав це оповідання своєю «улюбленою історією». У 1966 році він зняв за нею однойменний фільм, зігравши головну роль лейтенанта Шінджі. «Патріотизм» здобув 2-е місце на Міжнародному фестивалі короткометражних фільмів у Турі в січні 1966 року і був включений до збірки The Criterion Collection у 2006 році.
«Патріотизм» є найвідомішим оповіданням Мішіми та вважається шедевром післявоєнної літератури. Воно і сьогодні залишається предметом дискусій та аналізів, особливо зважаючи на ритуальне самогубство Мішіми у 1970 році.

## Сюжет

### Глава 1
Неназваний оповідач розповідає читачеві, що 28 лютого 1936 року, на третій день лютневого перевороту, лейтенант Шінджі Такеяма «взяв свою офіцерську шаблю і церемоніально випотрошив себе». Невдовзі після цього наклала на себе руки і дружина Шінджі, Рейко. Причиною самогубства Шінджі є його здивування тим, що його друзі в армії підняли заколот і воюють один з одним.
Шінджі залишає записку з простим змістом: «Хай живуть імператорські війська!». У передсмертній записці Рейко додає: «День, який мав настати для солдатської дружини, настав». Оповідач описує останні хвилини подружжя як такі, що «змусили плакати навіть богів». Шінджі був 31 рік, Рейко — 23, вони одружилися за півроку до цього.

### Глава 2
Розповідь повертає читача у минуле, розповідаючи про події, які відбулися до самогубства подружжя. На комоді у вітальні стоїть фотографія з весілля головних героїв: Шінджі одягнутий у солдатьску форму стоїть біля своєї дружини красуні, захищаючи її. Родичі пари розглядають це фото після їх загибелі та розмірковують «чи не було прокляття на цьому ідеальному союзі». Оповідач припускає, що пара на фото дивиться назустріч своїй неминучій смерти.
Новоспечена пара оселяється у будинку в Йотсуя, одному з передмість Токіо. Подружжя відмовляється від медового місяця через те що вони живуть у часи «національної скрути». У першу шлюбну ніч Шінджі та Рейко сидять у спальні. Шінджі кладе свій меч на коліна дружини та читає їй «солдатьску лекцію». Він розповідає їй що як дружина солдата вона може в будь яку мить зустріти свою смерть та запитує чи готова Рейко це прийняти. Рейко йде до своєї шафи і показує йому «найцінніше з її останніх надбань» — кинджал, який подарувала їй мати. Нічого не кажучи, вона кладе кинджал поруч із мечем свого чоловіка. Шінджі розуміє і вирішує більше ніколи не ставити під сумнів її відданість.
Пара веде пристрасне сексуальне життя, але навіть у своїй пристрасти вони мають «тверезі та серйозні» серця. Коли вони розлучені, вони думають одне про одного. Рейко навіть не дивується, що чоловік, який ще кілька місяців тому був зовсім незнайомим, став «сонцем, навколо якого обертається весь її світ».
Подружжя слідує урядовим рекомендаціям щодо гармонійного подружнього життя. Рейко ніколи не суперечить чоловікові, а він не дає їй жодних вказівок. Подружжя ставить на спеціальну полицю фотографії імператора та його сім'ї і щодня молиться до них. Завдяки ритуалам подружжя живе «під урочистим захистом богів», що наповнює їх радістю.

### Глава 3

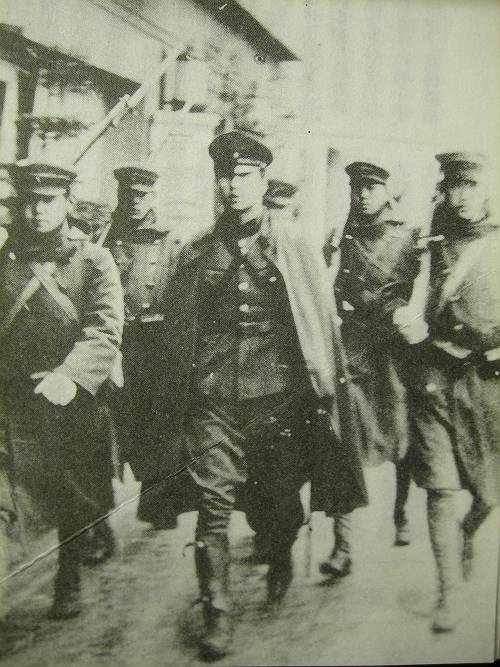
Молодий офіцер Ясухіде Куріхара очолює повстанців.

Вранці 26 лютого подружжя не почуло жодного пістолетного вистріла незважаючи на те, що вони живуть по сусідству з адміралом Сайто Макото, якого було вбито у власному будинку. Натомість Шінджі прокидається від звучання горну. Він вистрибує з ліжка, бере свою форму та меч і вибігає з будинку. Вперше він повернеться лише ввечері 28 лютого.
Рейко дізнається про заворушення по радіо. Ці два дні без чоловіка вона живе одна у будинку. Рейко відчула рішучість Шінджі померти, коли він виходив з дому, та вирішила, накласти на себе руки якщо він не повернеться. Вона готується до цієї події та сортує свої речі для шкільних друзів. Перебираючи маленькі китайські дерев'яні фігурки, вона зосереджено дивиться на білку, і її думки линуть до «чудових, подібних до сонця принципів, які втілював її чоловік». Вона відчуває, що готова і щаслива здійснити своє самовбиство в «мерехтливій колісниці сонця». Однак до того часу вона все ще згадує своє дитинство, коли вона гралася з дерев'яними фігурками.
Рейко чує по радіо імена друзів її чоловіка. Вона уважно слухає, як диктор по радіо описує рух «за відновлення чести нації» як заколот. У другій половині дня 28 лютого Рейко чує гучний стукіт у двері. Коли вона відчиняє двері, навпроти неї стоїть Шінджі. Вона хоче поцілувати його, але Шінджі проходить повз неї, блідий і безцільний.
Через деякий час Шінджі починає говорити. Він розповідає Рейко, що не знав про переворот своїх друзів і що вони не попередили його, бо він нещодавно одружився. Шінджі каже, що наступного ранку, ймовірно, отримає наказ повести солдатів проти повстанського перевороту. «Я не можу цього зробити. Це неможливо», — додає він. Йому дозволили провести одну останню ніч вдома перед атакою, тож він повертається.
Рейко розуміє, що її чоловік «говорив про свою смерть». Вона знає, що він твердо вирішив померти. Хоча він говорить про дилему, Рейко знає, що він уже прийняв рішення. Після довгої паузи Шінджі оголошує, що сьогодні ввечері він виконає сепуку. Рейко не здригається і просить його приєднатися до нього. Шінджі зачарований силою в очах Рейко. Він погоджується, що вони вдвох покінчать життя самогубством. Але він має померти першим, щоб Рейко могла стати свідком його самогубства.
Їхня розмова викликає раптовий спалах радости в очах пари. Оповідач пояснює, що Шінджі «не хотів, щоб у його смерті були якісь порушення», і тому Рейко має бути свідком цього. Це свідчить про довіру Шінджі до Рейко, адже при звичайному спільному самогубстві чоловік першим убив би дружину. Однак Шінджі довіряє дружині, що вона зробить це сама після його смерті. Вони обоє сміються одне з одного, і Рейко відчуває себе, як у ніч їхнього весілля.
Рейко та Шінджі розмовляють про його ванну та останній прийом їжі. Він погоджується на ванну, але відмовляється від їжі, просячи натомість теплого саке або рисового вина. Поки Рейко робить приготування, Шінджі бачить її викинуті сукні. Він у захваті від відданости дружини і цілує її в шию. Після того, як саке підігріте, Шінджі просить Рейко приготувати постільну білизну в спальні.
Шінджі голиться, поки Рейко готує йому ванну. У теплі ванни Шінджі відчуває себе оновленим після «відчайдушної втоми останніх кількох днів». Шінджі відчуває, що їхня з Рейко рішучість захистить їх за «непробивною бронею краси та істини». Він усвідомлює, що його прагнення до Рейко і його патріотизм — це не протилежности, а дві частини великого цілого.
Шінджі закінчує голитися і п'є тепле саке. Рейко, яка ніколи раніше не пила алкоголю, робить ковток. Шінджі притискає Рейко до себе і вдивляється в її обличчя, «останнє обличчя, яке він побачить у цьому світі». Поки Рейко приймає свою останню ванну, Шінджі лежить на свіжій постільній білизні. Він гадає, що на нього чекає — смерть чи «дикий екстаз почуттів». Коли він чує машину на вулиці, він задається питанням, чи буде його форма протесту — самогубство — розпізнана взагалі. Однак наприкінці своїх роздумів він вирішує не турбуватися про це. Зрештою, він веде «війну свого розуму», в якій «немає надії на славу».
Рейко заходить до спальні, і вони востаннє займаються пристрасним сексом. Шінджі ставить Рейко перед собою і востаннє дивиться на її оголене тіло. Уважно оглядаючи її, він думає про себе, що її обличчя стає «справді променистим обличчям смерті». Рейко також востаннє дивиться на оголене тіло Шінджі, і з її очей виривається сльоза, яка падає на живіт Шінджі — живіт, який він згодом розріже.

### Глава 4

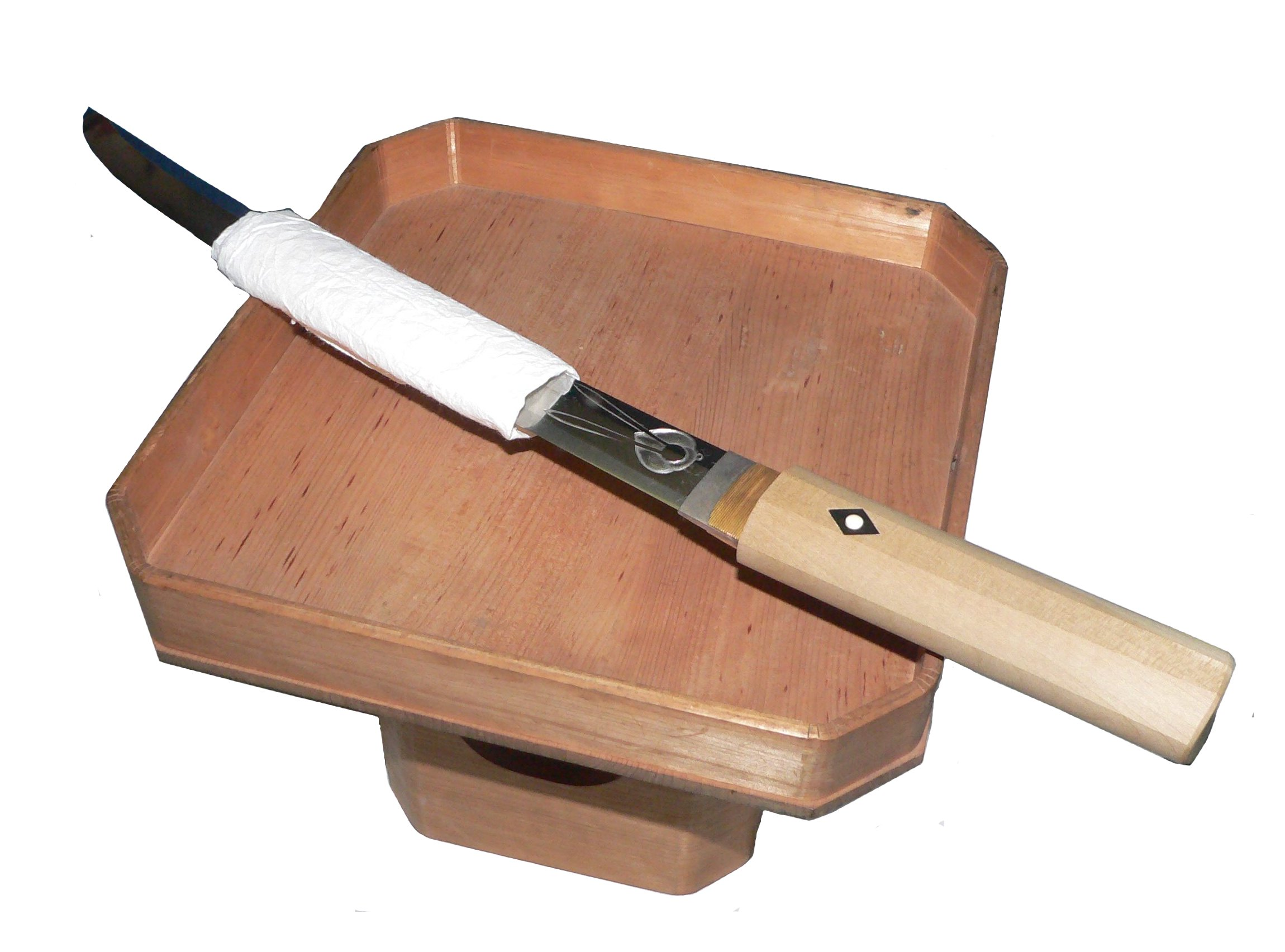
Кинжал Танто підготовлений для виконання сепуку.

Шінджі та Рейко лежать поруч і слухають тишу ночі. В якости останніх приготувань, вони відкладають постільну білизну вбік, і Шінджі одягає форму. Вони обидва пишуть передсмертні записки. Шінджі обдумує свій довший текст і зупиняється на простому: «Хай живуть імператорські війська!». Подружжя востаннє молиться до зображень імператорської родини.
Шінджі сідає, схрестивши ноги, і кладе перед собою меч. Він попереджає Рейко, щоб вона не панікувала, коли він зробить глибокий поріз. Вона киває на знак схвалення, а він дивиться на неї з «дивним хвилюванням», адже раніше він ніколи не показував дружині свої солдатські подвиги. Шінджі вважає смерть на очах у дружини «вершиною щастя», бо бачить у ній символ усього, що він любить: «імператорський дім, країну та армію». Рейко дивиться глибоко в очі Шінджі і думає про себе, що ніколи не бачила нічого прекраснішого.
Шінджі каже: «Вже час», і Рейко вклоняється. Шінджі витягує меча з піхов і піднімає сорочку. Він випробовує гостроту леза на своєму стегні і бачить, як стікає його тепла кров. Рейко вперше бачить кров свого чоловіка.
Шінджі дивиться на Рейко і з силою вдаряє мечем у живіт збоку. Розгублений і дезорієнтований від першого нападу болю, Шінджі відчуває «повний хаос», наче небо впало і «світ п'яно хитається». Його хоробрість значно зменшується, і він злякано дивиться вниз і бачить, що його рука і набедренна пов'язка просякнуті кров'ю.
Рейко насилу стримується, щоб не втрутитися і не допомогти чоловікові. Але оскільки її обов'язком було б дивитися, вона стримується. Вона бачить, як Шінджі кусає губу, щоб заглушити біль. Його очі схожі на «невинні й порожні очі маленької тваринки». Біль Шінджі змушує Рейко замислитися над тим, що вона не має «жодного достовірного доказу власного існування».
Шінджі насилу витягує лезо через живіт, бо воно застрягло в його нутрощах. Його біль посилюється і порівнюється з «тисячами дзвонів, що дзвонять одночасно з кожним подихом». Шінджі з усіх сил намагається дотягнутися до пупка і набирається нової хоробрости. Килимок перед ним залитий кров'ю, і кілька крапель розбризкуються так далеко, що потрапляють на біле кімоно Рейко. Шінджі повільно дотягується до правого боку живота, але сили його покидають, і він починає блювати. Блювотні маси лише посилюють біль.
Оповідач описує, що важко уявити собі більш героїчне видовище, ніж Шінджі в цей момент. Шінджі збирає останні сили і відкидає голову назад. Зачарована Рейко дивиться на нього і описує його обличчя як «обличчя не живої людини». Шінджі приставляє меч до гортані, але зовсім без сил і тремтячи, кілька разів промахується і влучає лише в комір мундира. Рейко намагається допомогти йому, але розуміє, що ледве стоїть на ногах.
Вона підповзає до Шінджі на колінах і знімає з нього комір. З останнім ривком Шінджі встромляє меч собі в шию. Він лежить на землі, а з його шиї стирчить «холодна сталь синього кольору».

### Глава 5
Рейко спускається вниз, її шкарпетки слизькі від крови Шінджі. Вона дивиться вниз і бачить, що кров Шінджі залишила червоний візерунок на її білому кімоно. Рейко накладає макіяж «для світу, який вона залишить після себе».
Рейко вагається, чи варто залишати вхідні двері замкненими. Замкнені, їхні тіла можуть не знайти ще кілька днів. Щоб уникнути того, що їх знайдуть у розкладеному стані, вона вирішує відчинити двері і залишити їх прочиненими.
Рейко повертається нагору і бачить тіло Шінджі, яке супроводжується сильним затхлим запахом. Вона піднімає голову Шінджі і цілує його в губи. Вона знаходить нову білу тканину і сідає на неї за кілька метрів від тіла Шінджі. Рейко дістає кинджал і підносить його лезо до язика. Сталь має «трохи солодкуватий» смак.
Подальші події відбуваються швидко. Рейко думає про радість від того, що «вступає в царство, яке її чоловік вже зробив своїм». Вона з нетерпінням чекає на розгадку загадки смерти та пізнання «справжньої трагедії і краси моральних принципів».
Рейко приставляє кинджал до гортані і з усієї сили встромляє його в бік. Від поверхневого порізу в неї болить голова і тремтять руки. З останніх сил вона бере лезо і з силою встромляє його собі в горло.

## Особливости твору

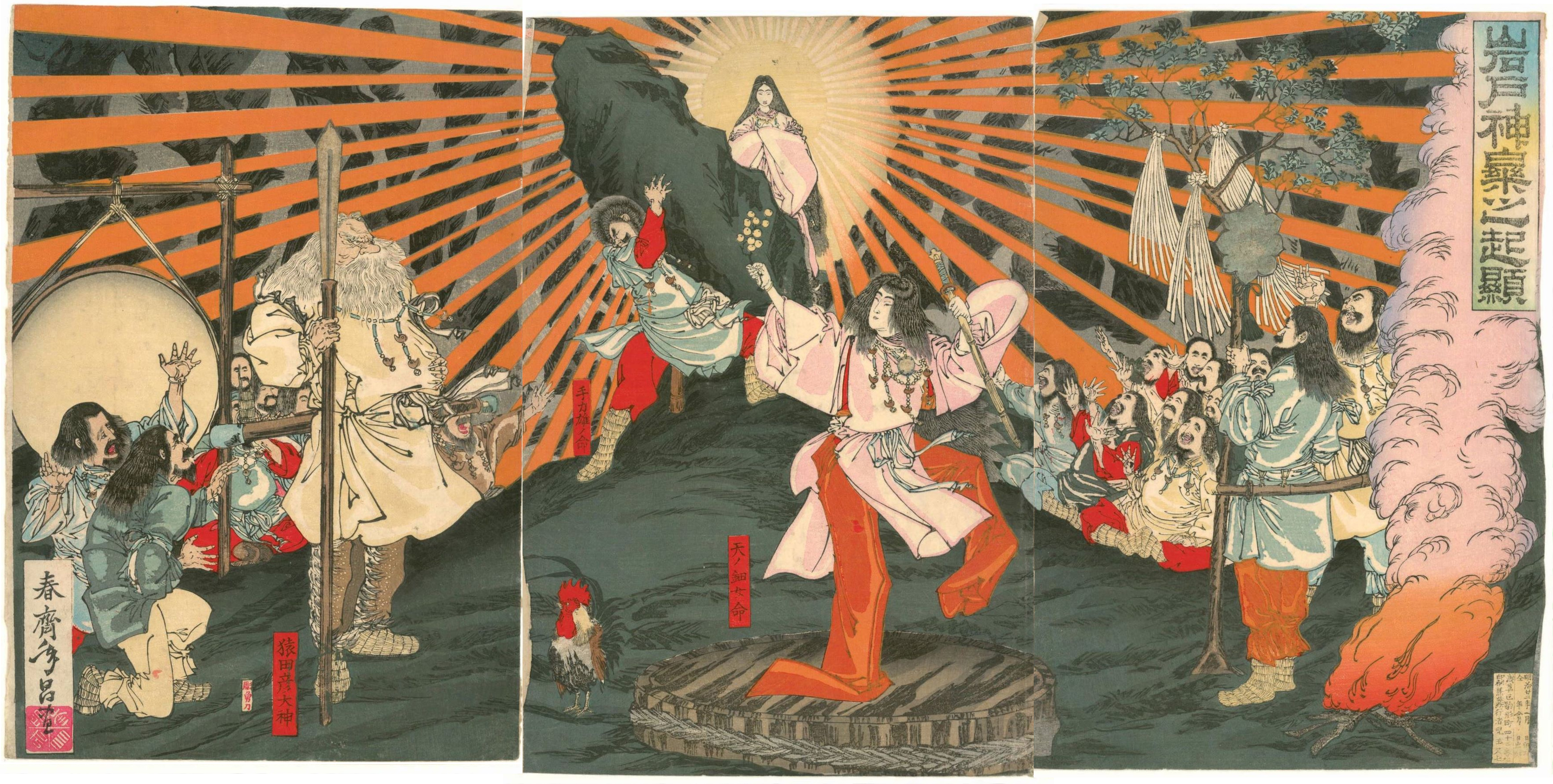
Богиня сонця Аматерасу залишає печеру.

### Форма оповідання
Оповідання ведеться невідовими розповідачем. Перспектива від 3-ї особи дозволяє автору постійно перемикатися між двома протагоністами та досліджувати їхні думки. Це дозволяє Мішімі пов'язати стосунки та самогубство як спільну подію. Це також дозволяє йому розкрити складність поведінки подружжя, показуючи контраст між їхніми зовнішніми проявами та невисловленими, таємними думками.
Кульмінація історії, самогубства, також може бути детально досліджена через зовнішню перспективу. Читач чує думки Шінджі до і під час вчинку в найдрібніших подробицях, а також яскраво описані його надзвичайний біль і труднощі. Жах ситуації лише посилюється перспективою Рейко, яка спостерігає за сповненим болю, спітнілим обличчям свого чоловіка. Проте Рейко не є лише віддзеркаленням вчинків Шінджі, натомість остання частина оповіді належить лише їй, оскільки вона аналізує самогубство Шінджі та готує своє власне.
Однак зміна точок зору не лише пов'язує дії героїв у єдине ціле, але й демонструє їхню протилежність, а саме — нездатність по-справжньому розділити думки та біль чоловіка. Шінджі вбиває себе першим, а Рейко, як свідку, заборонено втручатися. З останнім подихом Шінджі розлучається з Рейко. Рейко також важко переживає цю миттєву розлуку і задається питанням, чи зможе вона розгадати «загадку смерті» так само, як це зробив її чоловік кілька хвилин тому. В іншому місці Рейко згадує своє дитинство, представляючи читачеві життя без чоловіка. Хоча вона дуже любить його і повністю віддана йому, Мішіма намагається показати через оповідну перспективу, що в глибині душі вона також черпає принаймні деякі позитивні речі зі свого старого, окремого життя. Її смерть завершує зв'язок між нею та її чоловіком, але вона мусить вступити в цей зв'язок самостійно.

### Детальні описи
Патріотизм написаний зрозумілою мовою, що дозволяє автору описати обставини, емоції та дії персонажів у найдрібніших деталях. Думки, бажання та спогади героїв описані настільки яскраво, що надають розповіді майже поетичного колориту. Описи також підкріплені символами. Наприклад, Шінджі часто описується як «сонце». У синто богиня Аматерасу, уособлена як сонце, є правлячою богинею. Японські воїни походять від неї, і саме імператор Японії вважається її прямим нащадком. Однак символ сонця також слугує небесним тілом у формі сонця: Шінджі — це сонце, навколо якого обертається Рейко, що асоціюється з місяцем. Детальний і символічний опис Шінджі, таким чином, надає читачеві динамічні образи, які відображають як стосунки подружжя, так і їхню ціннісну культуру.
Цей стиль інтенсивного і чіткого опису залишається незмінним протягом усієї оповіді, тобто він залишається послідовним незалежно від того, які дії відбуваються. Думки про любов і ніжність не применшуються, а навпаки, посилюються через їхню асоціацію з думками про смерть і вимирання.
Ефект інтенсивного та чесного підходу Мішіми найбільш очевидний у самогубстві Шінджі. Смерть описана в таких дрібних деталях, що читач завжди пам'ятає про пекельний біль і потворність його тіла. На противагу переповненим почуттями слави, гідности та мужности Шінджі перед ритуальним самогубством, Мішіма описує неприкрашену правду про кривавий, болісний акт вбивства. Насильницьке самогубство виступає брутальним вторгненням в історію, яка раніше обмежувалася виключно описами подружньої ніжности. Однак той факт, що рівень деталізації залишається незмінним, означає, що перехід від тихого кохання до грубої сили, тим не менш, виглядає плавним і зближує ці дві крайнощі так, ніби вони завжди були частиною більшого цілого.
Стиль оповіді дозволяє Мішімі розкрити свої власні цінности та принципи, а саме: переконання, що любов, смерть, життя, жах, краса та насильство пов'язані між собою, і тому їх слід зустрічати без страху.

## Мотиви та теми

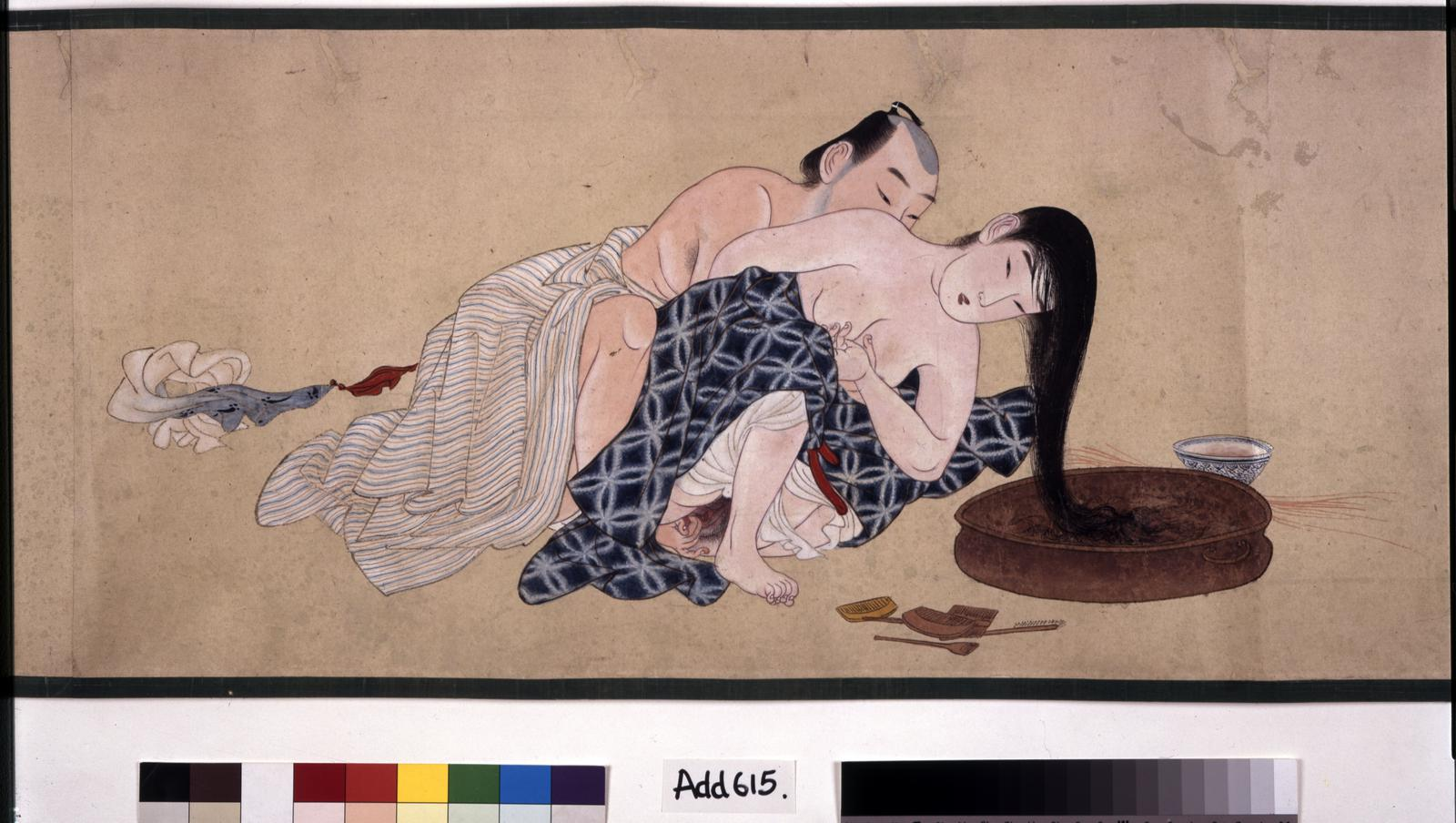
Зображення молодої пари, яка скоїла ритуальне подвійне самогубство.

### Любов та обов'язок
Патріотизм служить як споглядання любови та обов'язку. Первинне дослідження цих понять лежить у площині стосунків між дружиною та чоловіком. Проте йдеться також про любов і обов'язок перед ідеалами, такими як ідеалізоване уявлення Шінджі про армію та країну, якій він служить.
Шінджі та Рейко кохають одне одного в рамках традиційного, консервативного шлюбу, який був стандартом у Японії в 1930-х роках. Це патріархальні стосунки, в яких дружина повністю пристосовується до життя чоловіка і відповідає за все домашнє господарство. Оповідач розповідає читачеві, що Шінджі вперше допоміг по господарству, коли складав постільну білизну, незадовго до своєї смерті. Таким чином, Мішіма представляє ідеалізовану форму гармонійного, але суворо консервативного співжиття між чоловіком і дружиною, якій він, ймовірно, також симпатизує[9]. Однак класичний розподіл ролей і стриманий характер шлюбу порушується наприкінці, коли подружжя виявляє свою справжню любов і прихильність один до одного незадовго до смерті. Це проявляється в найменших жестах, таких як допомога Шінджі у складанні постільної білизни або ковток саке, який робить Рейко, хоча вона ніколи раніше не вживала алкоголю. Проте відданість Рейко своєму чоловікові здається сильнішою, ніж навпаки. Лише коли вона дивиться на дерев'яні фігурки, вона згадує часи без Шінджі. Однак вона робить це лише для того, щоб подумки підтвердити своє рішення покінчити життя самогубством.
Зв'язок пари стає дедалі міцнішим, чим ближче вони підходять до смерті. Їхні останні самогубства подаються як остаточне підтвердження їхнього зв'язку, нерозривно пов'язаного з сексом, що їм передував. Завдяки плавному переходу, історія показує, що немає ніякої різниці між тим, як Рейко лежить на грудях свого чоловіка і знімає комір, щоб припинити страждання Шінджі.
Ці жести любови та обов'язку аналогічні вищому обов'язку, який Шінджі відчуває себе зобов'язаним виконати: його любови до Японії, Імператора та імператорських військ. Він воліє скоїти самогубство, аніж виконати наказ битися з друзями. Він кілька разів повторює, що просто не може цього зробити: не лише тому, що повстанці — його друзі, але й тому, що вбачає трагедію в тому, що імператорські війська воюють між собою.
Дилема Шінджі показує, що він, зрештою, відданий ідеалу. Насправді ж японські війська воюють між собою, і ні його принципів, ні національної гармонії, якій він поклоняється, не існує. Єдине, що підконтрольне Шінджі та Рейко — це їхні власні життя. Таким чином, вони демонструють свої ідеали через кохання одне до одного, що досягає кульмінації в екстремальному акті самопожертви.

### Самозречення
Напевно, найважливішою цінністю, переданою в цій історії, є заперечення себе. Індивідуальні бажання існують, наприклад, фізичні бажання подружжя, але вони тримають їх під контролем. Вони намагаються жити відповідно до своїх ідеалів, тим самим віддаючи перевагу відданости ієрархіям, інституціям та ідеалам над власними бажаннями. Позиція Шінджі — це позиція солдата, тобто, коли він отримує наказ діяти проти своїх друзів-бунтівників, він обирає самогубство, а не позицію «за» чи «проти» наказу. Його життя є вторинним по відношенню до принципів і тверджень, які несе з собою його самогубство.
Цінність самозречення найбільш яскраво представлена в Рейко. З моменту одруження вона намагається максимально пристосувати своє життя до життя чоловіка. Вона заперечує власну індивідуальність, щоб виконати свою роль відданої дружини. У двох моментах оповіді вона ставить під сумнів це самозречення: один раз, коли згадує своє минуле, а другий — під час самогубства Шіджі. Його акт самогубства показує Рейко, що вона ніколи не зможе повністю розділити життя, досвід і біль свого чоловіка. Все, що вона може зробити, — це піти за ним через власне самогубство.
Самогубство у «Патріотизмі» зображено як найвищу форму самозречення. Покінчивши з життям, пара доводить, що ідеали важливіші за власне існування. Послання, яке автор хотів донести, полягає в тому, що краще зректися себе в ім'я своїх принципів, ніж жити у світі, де ці принципи не діють.

### Вірність

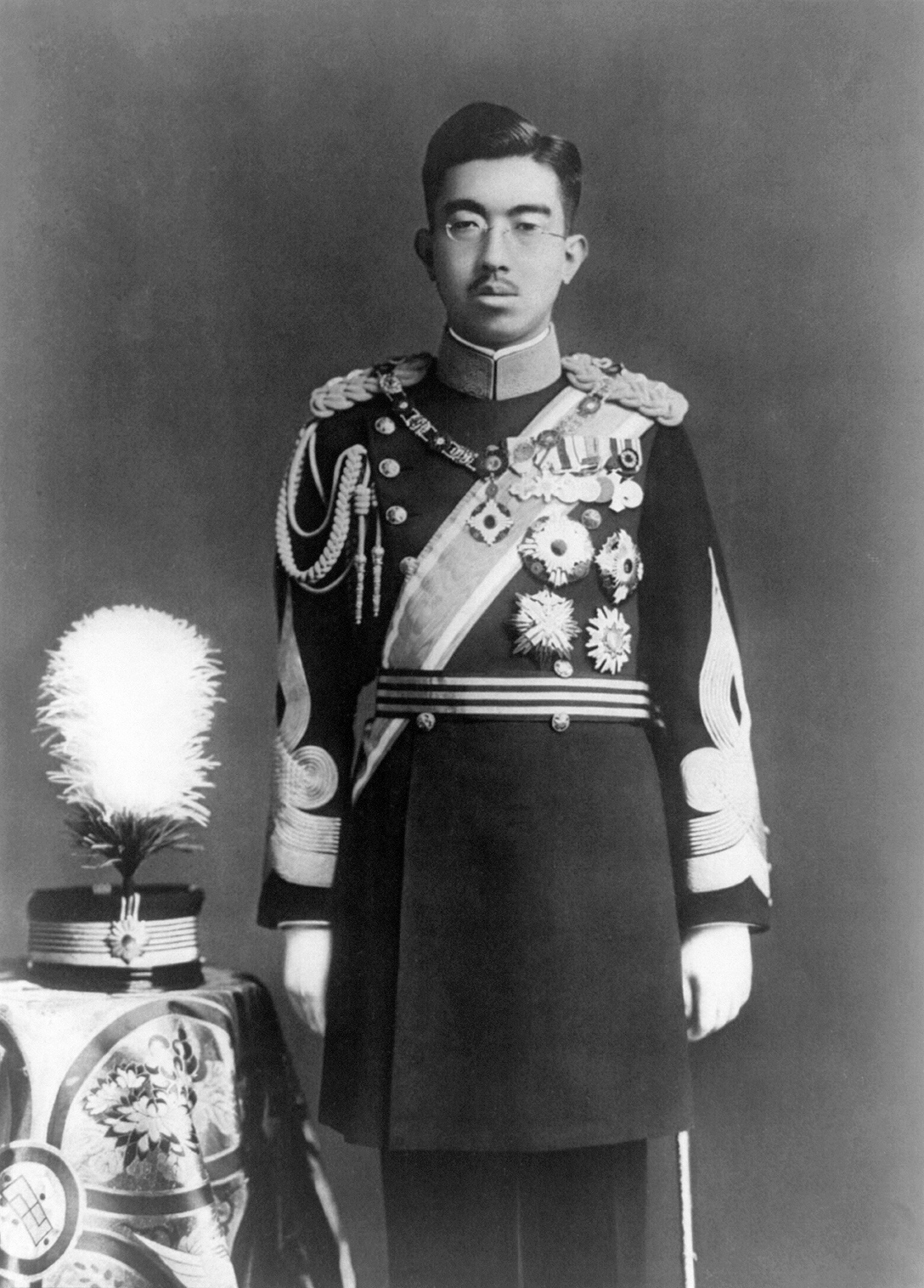
Імператор Хірохіто, якому був відданий Шінджі.

Вірність — центральна тема патріотизму. У фільмі досліджуються всі її форми. Лояльність також є основою принципів Шінджі і, зрештою, призводить до його самогубства. Як член імператорських військ, він присягнув на повну вірність своїй країні та імператору. Не менш відданий він і своїм товаришам, тому атаку на повстанців, які готують державний переворот, вважає настільки нелояльною, що не вважає за можливе її здійснити. Вірність власним принципам приводить його до рішення покінчити життя самогубством, а не виконати наказ. Його передсмертна записка «Хай живуть імператорські війська!» покликана духовно пов'язати його самогубство з цими принципами.
Рейко є прикладом вірності вірної і люблячої дружини своєму чоловікові. У перший день весілля вона заявляє про свою готовність померти разом з чоловіком без вагань. Таким чином, її відданість своїм обов'язкам дружини є чесною та абсолютною. Одразу після того, як Шінджі висловлює свій план накласти на себе руки, вона просить його піти за нею. Навіть коли під час акту вбивства стає зрозумілим біль Шінджі, Рейко пам'ятає про бажання чоловіка не втручатися. Вона втручається лише тоді, коли Шінджі не в змозі завершити справу самостійно, знявши нашийник. Рейко також здійснює останній знак своєї вірности- власне самогубство, слідом за самогубством Шінджі.
Ще до самогубства пара зображується як зразок ідеалізованого консервативного японського шлюбу. Обоє суворо дотримуються прописаних ролей і демонструють свою вірність традиціям, щодня молячись перед зображеннями імператорської родини. Саме ця форма відданостиа культурі робить їх ідеалом, до якого варто прагнути в очах Мішіми.

### Смерть
Смерть як тема є не лише в центрі сюжету, а й у центрі стосунків Рейко та Шінджі. У перший день весілля вони обговорюють неминучість смерті і свою готовність вшанувати цей факт. Вони сповнені рішучости не тільки жити разом, але й померти. Центральне місце смерті в їхньому житті пов'язане з професією Шінджі як солдата, де він повинен щодня стикатися з можливістю смерті.
Ще до повернення Шінджі Рейко вшановує свою смерть і готується до неї. Вона пакує свої речі і з любов'ю згадує своє минуле. Жодного разу вона не виявляє страху перед смертю, навпаки, вона навіть з нетерпінням чекає на неї: адже її смерть буде в ім'я ідеальної та покірної дружини.
Всюдисущість смерті зміцнює зв'язок подружжя. Це стає зрозумілим не лише в останні інтимні моменти перед актом, коли вони детально оглядають тіла одне одного, а й у приготуваннях Рейко, які сповнюють Шінджі ні з чим незрівнянною радістю. Зрештою, саме «загадка смерті» надає Рейко сміливости здійснити власне самогубство.
Смерть описана реалістично протягом всієї історії і жодним чином не прикрашена. Смерть Шінджі жорстока, важка і болісна. Оповідання не цурається детального переказу, доносячи до читача думку про те, що рішення Шінджі далося нелегко. Водночас, це знову демонструє захоплення смертю самого Мішіми, який, за чутками, використовував патріотизм, щоб перенести власну бажану смерть на сторінку. Через опис Мішіма дає зрозуміти, що смерть, навіть жорстоку, можна розглядати як частину «істини та краси».

### Ритуали
Ритуали підкреслюють важливі події роману та впорядковують життя головних героїв. Подружжя кожного дня молиться на фото імператорської родини. Їх самогубство також є ритуалом, щоби укріпити їх зв'язок, як дружини та чоловіка, у потойбічному світі.
Незважаючи на рішення здійснити суїцид, пара не відмовляється від виконання власних повсякденних ритуалів, як гоління, прийняття вани та нанесення макіяжу. Присутність смерти підносить відчуття, які пов'язані з цією рутиною, на вищий рівень. Сама сцена сексу також стає ритуалом, бо під час неї подружжя роздивляється тіла одна одного, щоби уявити як вони виглядатимуть після смерти.
Найважливішим ритуалом історії є форма самогубства, яку обирає Шінджі. Він помирає від сеппуку, ритуального показу нутрощів солдатським мечем, яке було особливо поширене серед самураїв. Це перетворює звичайний акт самогубства на обурений акт непокори офіцера, який не хоче підкорятися наказу, який, згідно з його принципами, є зрадою. Він не просто закінчує своє життя, він закінчує його таким чином, щоб продемонструвати свою відданість духу воїна.
Зрештою, історія представляє ритуали як інструмент, за допомогою якого люди наводять порядок у своєму хаотичному житті.

## Символи

### Сонце та місяць
У оповіданні Рейко є символом місяця, а Шінджі — сонця. Рейко присвячує своє життя щоб піклуватися про Шінджі, так само як місяць обертається навколо сонця. Шінджі — сонце, є домінантною фігурою, яка диктує напрями дій своєї дружини. Рейко безперервно пов'язана з Шінджі, як місяць з сонцем.
Обидва символи мають глибше підґрунтя у японській культурі. Аматерасу, богиня сонця, є найвищою богинею синто. Саме вона є прородителькою японського населення та культури. Вищі верстви суспільства ввжали себе її нащадками, але імператор був її прямим нащадком та втіленням на землі. Саме тому сонце напряму пов'язано з японською армією. Також прапор Японії зображує сонце, що сходить. Символ сонця підкреслює місце Шінджі в історії як взірця духу японського воїна. У певному сенсі Шінджі є прототипом самого Мішіми, тому, ймовірно, він зіграв його в екранізації, що вийшла 1966 році.

### Біла фарба

Прапор Японії.

В японській культурі білий є кольором чистоти та святости. У поєднанні з сонцем він утворює прапор Японії.
У історії Мішіма кілька разів згадує про чистоту. Наприклад, будинок подружжя оточений білим снігом, який лише через дії людей стає брудною грязюкою. Це викликає ще одну популярну тему в бібліографії Мішіми, а саме посягання людей і їхній хаос на чистоту природи. У той же час, це показує неприродну і гріховну природу військового повстання, яке в кінцевому підсумку призвело до самогубства Шінджі.
Білий колір найбільше асоціюється з Рейко. Вона носить повністю білу сукню під час весілля з Шінджі, а також під час самогубства. Це контрастує з червоною кров'ю, яка з'являється в одязі Рейко, що робить її символічно прапором Японії. Бризки крові є символічним зображенням псування чистоти та святости, подібно до того, як події навколо спроби державного перевороту зіпсували японську гармонію та порядок.
Шкіра Рейко також описана як бліда та майже біла, що описує її власну чистоту та шляхетність. Тому це є частиною її представлення як ідеальної дружини. Її вважають чистою та благородною через її відданість чоловікові та її цінности, особливо через її самогубство на честь свого покійного чоловіка.

## Герої
- Шінджі Такеяма — 31-річний лейтенант імператорської армії та переконаний патріот. Він присягає на необмежену вірність імператору та проживає життя солдата, для якого честь важливіша за все інше. Він є прямолініним, у першу ж шлюбну ніч він ставить Рейко перед фактом, що вона є дружиною солдата та має бути готова, померти у будь яку мить. Коли він постає перед вибором вбити своїх друзів чи зрадити державу, він обирає самогубство.

- Рейко — 23-річна дружина Шінджі з блідою, майже білою шкірою та чорним як смола волоссям. Вона підтримує пристрасні стосунки з чоловіком і повністю йому підкоряється. Коли Шінджі оголошує, що він покінчить із життям, вона без вагань йде за ним. У момент його смерті вона раптово відчуває розлуку з ним, але це триває недовго. Замість цього вона хоче завершити свій зв'язок і, як і обіцяла, відразу після цього вбиває себе.

## Цитати

### З початку твору
|                 | Останні моменти пари були такими, що змусили б самих богів плакати. |
| — Оповідач, с.4 |                                                                     |

Уривок з початку оповідання прямо встановлює, що пара померла. Згадані боги є богами Синто. Вони згадуються тут, щоб показати, що смерть подружжя не тільки відповідає японським цінностям, але й виходить настільки далеко за рамки, що навіть боги проливають сльозу.
|                 | Дружина солдата має знати, що смерть її чоловіка може настати у будь-яку мить. |
| — Оповідач, с.7 |                                                                                |

Солдат регулярно стикається з можливістю раптової та несподіваної смерті. Таким чином, цитата передвіщає подальший хід історії. У той же час він встановлює, що подружжя готове померти разом і одне за одного.
|                  | Вона була готова та щаслива, вступити у протистояння зі знищенням. |
| — Оповідач, с.13 |                                                                    |

Смерть і руйнування, як правило, не є речами, до яких звичайні люди готові або навіть раді. Тому ставлення Рейко могло здатися читачеві ненормальним. Але вона також демонструє свою відданість своїм принципам: вона хоче слухатися свого чоловіка, навіть до смерті, якщо це необхідно. Дотримання принципів робить їх щасливими.

### З середини твору
|                        | Я не можу, таке просто неможливо вчинити |
| — Шінджі Такеяма, с.17 |                                          |

Шінджі прямо визнає свою неспроможність напасти на повстанців. Справа не лише в тому, чого він хоче; він каже, що «не може» цього зробити і що це «неможливо». Шінджі не може уявити ситуації, в якій імперським військам було б правильно або можливо битися один з одним. Це порушення його морального кодексу і його розуміння світу. Насправді це настільки серйозне потрясіння, що його єдиний вихід — це самогубство, щоб уникнути наказу. Він не може бути частиною чогось, що вважає гріховним.
|               | Я прошу дозволу на життя з тобою. |
| — Рейко, с.18 |                                   |

Здавалося б, просте речення, але таке, що несе в собі багато сенсу. Рейко запевняє чоловіка, що готова померти з ним. Однак вона хоче зробити це цілком відповідно до своїх принципів; Згідно з принципами традиційного шлюбу, вона повинна отримати благословення чоловіка. Запитуючи його, вона дотримується як принципів свого шлюбу, так і принципів щодо смерті.

### З кінця оповідання
|                  | Лейтенант ніби бачив усе, що любив. |
| — Оповідач, с.47 |                                     |

У відданости і покірности Рейко Шінджі бачить не просто свою кохану дружину, а й свою країну, армію і прапор, під яким він служить. Подібні уривки показують, як Шінджі асоціює свої останні моменти життя з вагомим символізмом у своїй голові. Для нього самогубство — це не просто кінець його життя, а вияв його принципів і його любови
|                  | Це було відчуття повного хаосу. |
| — Оповідач, с.46 |                                 |

Пряма заява передає шок і дезорієнтацію, які відчуває Шінджі після удару ножем у живіт. Це також початок жорстокої, тривалої сцени смерті, яка повністю контрастує з рештою історії, яка до цього моменту була тихою. Хоча Шінджі зобразив всю історію як щось благородне та гідне через своє самогубство, з цього моменту читач стикається з фізичною реальністю такого вчинку.
|                  | Золоті позначки його еполетів ловили світло й блищали. |
| — Оповідач, с.50 |                                                        |

Серед жаху самогубства Шінджі оповідач звертає увагу читача на маленький предмет краси. Світло, що відбивається крізь форму Шінджі, підсилює принцип, за який Шінджі гине: цілісність армії. Що стосується божеств синто, раптова поява світла також може розглядатися як схвалення вчинку.
|                  | Було б важко уявити більш героїчне видовище. |
| — Оповідач, с.51 |                                              |

Висловлювання оповідача контрастує з огидним і жорстоким описом самокалічення Шінджі. Але його героїзм полягає саме в тому, щоб, незважаючи на брутальність вчинку, довести його до кінця. Його труднощі з болем і втратою крові лише посилюють самовідданість Шінджі до самогубства. Для оповідача героїзм полягає не в тому, щоб здатися на полі бою, а в тому, щоб діяти згідно з власними принципами. Саме те, що це важко і боляче, робить вчинок героїчним.
|                  | Тепер вона розгадає таємницю. |
| — Оповідач, с.56 |                               |

Розкрита таємниця полягає в тому, що відбувається після смерті. Рейко, як і Шінджі, вб'є себе, але біль і думки, які вона зазнає під час цього, можна зрозуміти, лише якщо вона виконає цей акт. Її рішучість розгадати таємницю, вдаривши себе ножем, є ознакою її відданости чоловікові. Щоб зрозуміти його та його останні моменти, вона повинна зробити те саме.

## Тлумачення назви
Канджі 憂 (yū) означає «тривога» або «занепокоєння». Хоча Yūkoku буквально означає «патріотизм», у японській мові це слово більше означає «турбота про країну». Інший переклад Yūkoku був би «меланхолія».

## Підґрунтя

### Взірець
Після того, як оповідання було опубліковано, виникли припущення щодо того, чи Мішіма створив головного героя, Шінджі, за певною особистістю. Автор рішуче відкинув чутки про те, що Хісасі Коно — солдат, який покінчив життя самогубством після лютневого перевороту, виступає в якости прикладу для наслідування. Зокрема, той факт, що Хісасі вирішив покінчити життя самогубством не через конфлікт сумління, а через отримані травми, вже викликав сумніви.
Пізніше було виявлено, що Мішіма міг мати на увазі лейтенанта Кенкічі Циндао. Вранці 29 лютого, у віці 31 року, він покінчив життя самогубством разом зі своєю 23-річною дружиною Кіміко після того, як занепокоївся, що імперські війська можуть напасти один на одного. Прощальний лист Кіміко також схожий на лист Рейко; він каже: «Тепер настав день бути дружиною солдата».
За порадою колишнього молодого офіцера, з яким у нього роман, Мішіма змінив армію свого головного героя з «Батальйону матеріально-технічного забезпечення Коное» на «Піхотний полк Коное».Ймовірно, це сталося тому, що лейтенант Циндао був у «Батальйоні матеріально-технічного забезпечення Коні», а Мішіма хотів уникнути того, щоб патріотизм базувався на його житті.

### Процес написання

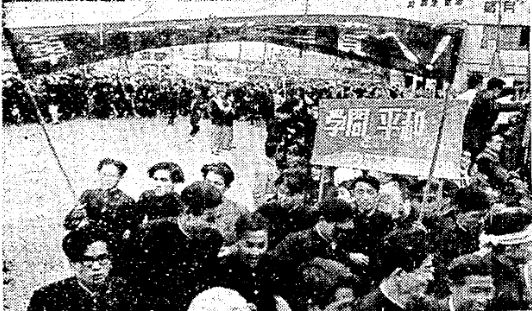
Ценґакурен у 1953 році. До цього часу протести протікали ще досить мирно.

Ідея написання патріотизму Мішімі прийшла в голову, коли почалися масштабні демонстрації проти договору Ампо. Навіть якщо він не брав безпосередньої участи в акціях протесту, він спостерігав за поведінкою демонстрантів на вулицях і збирав газетні вирізки. У червні 1960 року, в розпал протестів, Мішіма написав коментар для ліберальної японської щоденної газети Mainichi Shimbun під назвою «Політичний погляд». Центральна теза критичного есе полягає в тому, що радикальні ліві групи, такі як Ценґакурен, і представники лівих партій Соціалістичної партії Японії та Комуністичної партії Японії використовують привід «порятунку японської демократії», щоб таємно втілити їх власні інтереси через бурхливі протести. Мішіма попередив про небезпеку того, що громадяни Японії підуть за ідеологами, які продають їм популістську брехню під виглядом нібито соціальної справедливости.
Незабаром після завершення широкомасштабних демонстрацій Мішіма з почуттям патріотизму написав свій погляд на «захоплення лівими силами» Японії. У своєму постскриптумі 1965 року Мішіма підтвердив те, що вже підозрювали: «Важко сказати, але Шінджі — це я».
На поєднання смерті та еротики Мішіма надихався Жоржем Батаєм:
|               | Патріотизм має структуру, подібну до творів великого Батая. Вид любови та смерті, ідеальне злиття та синергічний ефект Еросу — це єдине щастя, якого я очікую від життя. |
| — Юкіо Мішіма | |

### Оповідання як маніфест
«Патріотизм» — це новела, яка також функціонує як політичний та естетичний маніфест автора Юкіо Мішіми. Новела дозволила Мішімі розкрити свої політичні та художні ідеї через призму фантастики. Двоє головних героїв живуть власними ідеалами Мішіми у своїй відданости один одному та ідеалам імперіалістичної Японії; а саме його уявлення про гармонійне подружнє життя та його уявлення про нескінченну вірність імператорові.
Окрім використання патріотизму як маніфесту щодо власних правих політичних поглядів, Мішіма також використовував патріотизм як маніфест щодо власного уявлення про істину та красу. Його яскраві описи подружнього спокою та насильницької смерті об'єднані в художній загальний твір.
Не в останню чергу історія функціонує як маніфест його власних дій. Його власне ритуальне самогубство 25 листопада 1970 року, після невдалої спроби державного перевороту правих, відображає цей акт патріотизму. У такому вигляді Мішіма написав за десять років до своєї фактичної смерті, як виглядатиме його власна смерть.

### Хронологія публікацій
Патріотизм спочатку з'явився в зимовому виданні Shōsetsu Chūōkōron видавництва Chūōkōron-Shinsha Publishing і був перевиданий у збірці оповідань Sutā разом із «Зірка» і «Трим мільйони йєн» від Shinchosha 30 січня 1961 року. Пізніше, у 1966 році, оповідання було об'єднано з «Голосами героїчних мертвих» і «Десятиденними хризантемами» у так званій трилогії «Лютневий переворот». Видання в м'якій обкладинці було опубліковано 15 вересня разом із книгою Шінчо Бунко «Ліс у повному цвіті». Патріотизм тепер можна отримати і як індивідуальний твір.
Після виходу фільму «Патріотизм» 10 квітня 1966 року обмеженим тиражем вийшла безіменна серія журналів, у якій детально розглядався процес виробництва фільму.

## Історичний контекст

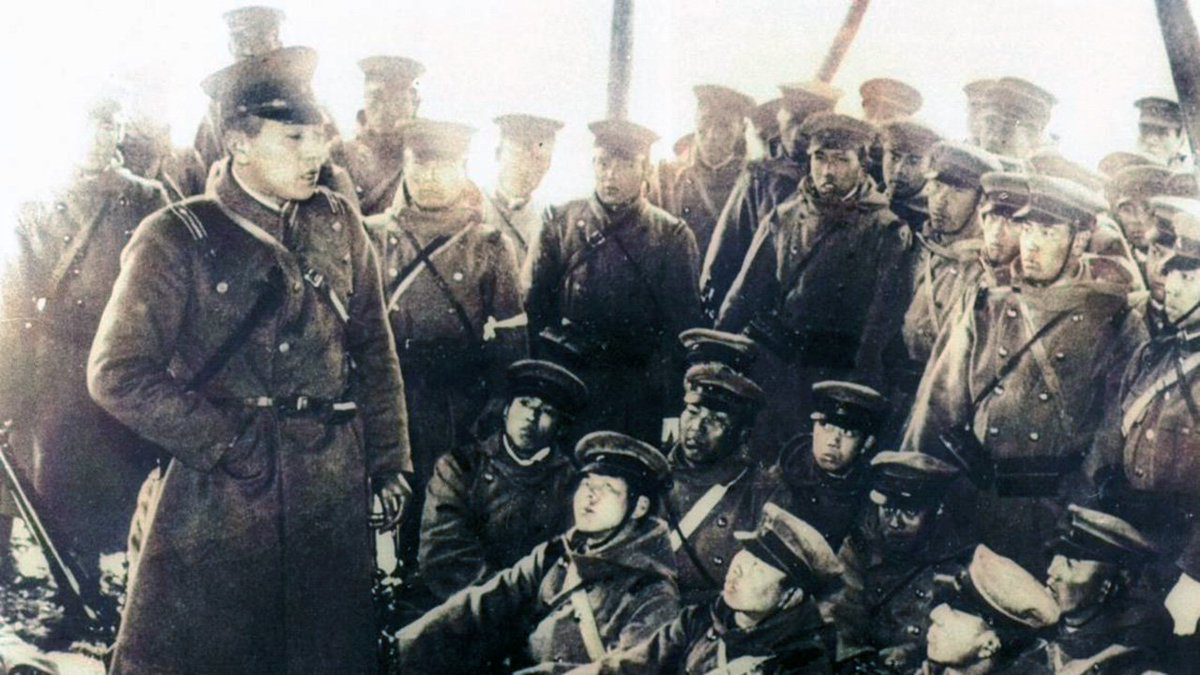
Фото повстанців путчу 26 лютого.

### Ритуальне самогубство
У цій історії Шінджі вчиняє сеппуку, ритуальну форму самогубства, яку практикує клас самураїв. Самураї були класом воїнів доіндустріальної Японії і правили країною з дванадцятого століття до реставрації Мейдзі в 1868 році. Самураї наклали на себе суворий кодекс чести Хагакуре. Самурай, який не міг виконати цей кодекс, зазнав поразки в битві або хотів повстати проти своїх товаришів, вибирав сеппуку. Свідоме сеппуку дозволило самураю померти з повною честю.
Сеппуку завжди діє за тією ж схемою: спочатку гострим мечем випотрошують живіт зліва направо. Ця особливо болюча і важка форма самогубства мала на меті продемонструвати мужність і самовідданість самогубця. Пізніше ритуал був дещо змінений: тепер самурая супроводжував Кайшакунін, який у момент розсічення відрізав самогубцю голову, щоб позбавити його від нестерпного болю.
У сучасну епоху сеппуку практично більше не практикується. Це трапляється лише епізодично в кількох випадках, коли потрібно зробити заяву. Наприклад, самогубство Мішіми в 1970 році.

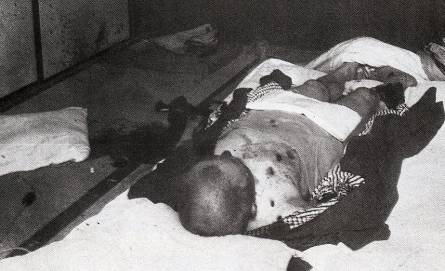
Труп генерала імперської армії Джотаро Ватанабе, який був вбитий під час путчу.

### Лютневий путч
Історія «Патріотизму» розгортається навколо спроби державного перевороту в Японії 26 лютого 1936 року. Під час цього праворадикальні молоді офіцери хотіли скинути уряд Японії за імператора. Зокрема, повстанців розлютило прийняття Японією Лондонського військово-морського договору, який обмежував можливости ведення підводної війни та суднобудування. Їх хвилювало те, що японський уряд хотів підірвати сутність японської культури, а саме імператора, щоб затопити країну корупцією та західним капіталізмом. Тому вони вимагали, щоб імператор був відновлений на своїй ролі до Мейдзі як єдиного правителя Японії.
26 лютого понад 1400 солдатів зайняли всі урядові будівлі та вбили членів опозиційного уряду. Імператор Хірохіто, навпаки, засудив дії повстанців і оголосив надзвичайний стан. 29 лютого спробу державного перевороту було остаточно придушено, а більшість повстанців страчено.

## Екранізація
Патріотизм (яп. 憂國, Yūkoku) — короткометражний фільм, випущений у 1966 році режисером Юкіо Мішімою. Він заснований на однойменному оповіданні 1960 року.

### Сюжет
Сюжет, по суті, такий самий, як і новела, але має іншу структуру.

### Початок
Фільм починається вступним текстом, який описує початкову ситуацію: «У лютому 1936 року в Токіо було оголошено надзвичайний стан. Причиною стала спроба державного перевороту, здійснена невеликою групою молодих офіцерів. Вони наполягали, що були більш віддані імператору, ніж корумповані члени кабінету, яких вони вбили. Лейтенант Такеяма був членом групи, але його було вирішено не допускати до участи в перевороті. Інші не хотіли втягувати його в небезпеку, оскільки він нещодавно одружився з Рейко, своєю красунею. Спочатку переворот здавався успішним, але лише через деякий час повстання було придушене військовими наказами. Такеяма все ще був членом палацової варти. Наближався той час, коли йому доведеться воювати зі своїми старими товаришами, коли йому доведеться повстанцями вбивати своїх найближчих друзів.»

### Розділ 1 Рейко
Розділ починається з тексту: «Рейко, дружина лейтенанта, побачила його переконання в смерті, коли він вийшов з дому сніжного ранку. Якщо він помре і не повернеться, вона має намір піти за ним до смерті. Коли вона збирає свої речі, щоб залишити їх сім'ї та друзям, вона думає про любов свого чоловіка».
Рейко сидить під малюнком кандзі з написом «повна щирість» і чекає на лейтенанта. Вона малює картину з написом «Володіння Рейко» і збирає свої дерев'яні фігурки. Рейко знає, що якщо Шінджі повернеться, вони обоє загинуть. Тим не менш, вона не боїться, тому що пам'ять про вічне кохання з Шінджі пригнічує це. Вона згадує найщасливіші моменти шлюбу та спільного життя.

### Розділ 2: Повернення лейтенанта
Розділ починається з тексту: «Опівночі, коли випадає сніг, раптом у дверях з'являється лейтенант. Його зміну змінили, і він пояснює, що його відпустили до завтра, коли він має вбити своїх товаришів. „Я не можу цього зробити. Я не можу“. Такеяма, відданий солдат, не може винести думки про вбивство своїх найближчих друзів. Він не може винести думки про зраду імператора. Протиріччя його відштовхує. Як нащадка самурайського роду, єдине почесне рішення — вчинити харакірі. „Я знаю, що ти відчуваєш, — тихо каже Рейко, — і я піду за тобою, куди б ти не пішов“. „Дякую. Ми разом увійдемо в новий світ. Але будь ласка, дай мені спочатку померти, а потім йди за мною. Я не можу зазнати невдачі“. Її незапланований сміх свідчить про незбагненну взаємну довіру. Смерть вже не страшна. Рейко відчуває, що це її шлюбна ніч».
Після лютневого перевороту Шінджі наказано вбити кількох своїх колег. Коли він зізнається, що не може цього зробити, то розповідає дружині про сеппуку. Вона погоджується з ним, і вони разом планують вбити один одного.

### Розділ 3: Остання любов
Розділ починається з тексту: «Це так само чисто і пристрасно, як ритуал перед богами. Вперше в житті вони мають можливість відкрити свої найпотаємніші таємниці та бажання. Спочатку лейтенант, а потім Рейко, яка позбулася сором'язливости перед обличчям смерті».
Прийнявши свою долю, Рейко та Шінджі востаннє сплять разом. Під час акту Рейко цілує тіло лейтенанта, а різноманітні крупні плани показують їхні оголені тіла, сплутані одне з одним. Це абстрактний монтаж облич, рук і верхньої частини тіла. Сцена, коли вони обидва лежать голі один на одному.

### Розділ 4: Лейтенант робить харакірі
Шінджі вчиняє харакірі за допомогою своєї дружини Рейко. Коли він ударяє себе мечем, його рве, і з його шлунка виділяється велика кількість крові.

### Розділ 5: Рейко кінчає життя самогубством
Рейко готується слідувати за чоловіком. Вона наносить макіяж і сідає біля трупа чоловіка. Вона тримає ніж з усмішкою на обличчі. Фільм закінчується широким кадром пари, яка лежить один на одному, оголена й мертва.

### Стиль
«Патріотизм» — це німий чорно-білий фільм тривалістю приблизно 28 хвилин із довгими заголовками, які пояснюють сюжет та історичне тло. Він містить візуальні посилання на театр Но: дія фільму відбувається лише в одній кімнаті та складається зі статичних широких кадрів і повільних крупних планівЗа допомогою оператора Ватанабе Кіміо Мішіма створив надзвичайно різкий чорно-білий контраст, дозволяючи білому фону та кімоно Рейко виділятися, а також темно-чорному кольору крові.
Важливим візуальним елементом виступає підвісна картина з канджі «повна щирість». Як і весь сам фільм, він залишається мовчазним, але послідовним. Роблячи це, він постійно нагадує глядачеві про відданість між Рейко та лейтенантом, а також про відданість нації та харакірі.

### Виробництво
Фільм таємно знімали протягом двох днів.

### Публікація
Патріотизм був спочатку опублікований Гільдією художніх театрів Японії 12 квітня 1966 року. Перевидання з'явилося через Tōhō 15 червня 1966 року.
Після самогубства Мішіми 25 листопада 1970 року його дружина зажадала знищити всі існуючі копії фільму. Тим не менш, оригінальні негативи були знайдені в ідеальному стані в токійській чайній у 2005 році. Фільм був випущений на DVD в Японії в 2006 році та в США в 2008 році компанією The Criterion Collection.

### В інших ЗМІ
Гурт Laibach використовує уривки з фільму для свого кліпу на Le Privilège des morts.